# 麗港城公共運輸交匯處
麗港城公共運輸交匯處是香港九龍觀塘區晒草灣麗港城最大型的公共運輸交匯處，位於有康街和茶果嶺道交界，上蓋為茜草灣鄰里社區中心。該公共運輸交匯處設有2條全日巴士路線、2條全日專線小巴路線的總站。

## 總站路線資料（巴士）

### 九龍巴士40線
- 荃灣（麗城花園） ↔ 麗港城

1995年12月7日起，觀塘區的終點站從觀塘碼頭延長至位於晒草灣的麗港城。2013年8月24日起，改經龍翔道和呈祥道，是該處唯一的新界區巴士路線，主要為往返觀塘、牛頭角、九龍灣、牛池灣、鑽石山、黃大仙、横頭磡、大窩坪、荔枝角（往荃灣方向）、美孚、葵涌、葵芳、葵興、大窩口、荃灣等地的乘客提供服務。

### 九龍巴士219X線
- 麗港城 ↺ 尖沙咀

1994年5月9日起投入服務，為麗港城居民往返九龍灣、尖沙咀、佐敦以及紅磡的乘客而設。該線往返麗港城只途經觀塘區一個分站。凡尖沙咀因節日或舉辦大型活動期間封路，本線會改以加連威老道作為臨時循環點，並於香港科學館門外加設臨時站。

### 過海隧道巴士621線
- 麗港城 ↔ 中環（香港站）

1997年2月17日起投入服務，平日早上取道東區海底隧道和東區走廊往灣仔、金鐘和中環，黃昏回程卻加經銅鑼灣，亦在東區海底隧道巴士轉乘站和港鐵藍田站設站。

## 總站路線資料（專線小巴）

### 九龍區專線小巴69線
- 麗港城 ↺ 九龍城（獅子石道）

1997年4月1日起投入服務，車費$8.9。開辦初期途經新蒲崗及啟德機場往返九龍城與麗港城之間。自機場搬遷至赤鱲角後，此線取消途經啟德，但在新蒲崗及九龍城仍有一定的客量支持。
2019年1月19日起此線增設了特別班次，逢星期六、日及公眾假期服務，車費$5.5，中途不停站來往麗港城和九龍灣零碳天地。
現時此線只有特別班次有派車行走，常規班次自2022年第五波疫情起一直暫停服務。

### 九龍區專線小巴69A線
- 麗港城 ↔ 旺角警署（通菜街）

為69線的輔助路線，車費$9.7。途經新蒲崗（太子道東）、九龍城、馬頭圍和何文田（太子道西／界限街）。2013年8月24日起投入服務，以彌補當日起改行龍翔道和呈祥道的九巴40線的原有服務路段。
69線的常規班次自2022年起暫停服務後，本路線成為了實際的主要路線。

## 車坑分佈
| 車坑分佈（以入口最左邊起計） | 車坑分佈（以入口最左邊起計） | 車坑分佈（以入口最左邊起計） |
| 車坑編號                     | 車坑數目                     | 路線                         |
| ---------------------------- | ---------------------------- | ---------------------------- |
| 1                            | 雙坑                         | 九龍巴士219X線               |
| 2                            | 單坑                         | 過海隧道巴士621線            |
| 3                            | 單坑                         | 九龍巴士40線                 |
| 4                            | 單坑                         | 專線小巴69、69A線            |